# Inezia
Inezia és un gènere d'ocells de la família dels tirànids (Tyrannidae). Agrupa espècies originàries d'Amèrica del Sud les àrees de distribució de les quals es troben entre la costa caribenya de Colòmbia i Veneçuela fins al nord-oest de l'Argentina.

## Descripció
Les espècies d'aquest gènere són petits i diversificats tirànids mesurant entre 9 i 11,5 cm de longitud, que habiten a matolls i vores de boscos. L'espècie tenuirostris s'assembla a Camptostoma obsoletum; inornata és molt similar a Serpophaga subcristata; mentre que caudata i subflava recorden molt els Stigmatura.

## Taxonomia
Aquest gènere és probablement polifilètic d'acord amb Fitzpatrick (2004).
Els amplis estudis geneticomoleculars realitzats per Tello et al. (2009) van descobrir una quantitat de relacions noves dins de la família Tyrannidae que encara no estan reflectides en la majoria de les classificacions. Seguint aquests estudis, Ohlson et al. (2013) van proposar dividir Tyrannidae en cinc famílies. Segons l'ordenament proposat, Inezia roman a Tyrannidae, en una subfamília Elaeniinae (Cabanis & Heine, 1859-60), en una tribu Euscarthmini (Ihering, 1904), juntament amb Stigmatura, Camptostom, Euscarthmus, Ornithion, part de Phyllomyias, Zimmerius i Mecocerculus (excloent-hi Mecocerculus leucophrys). El Comitè de Classificació de Sud-americà (SACC) espera propostes per analitzar els canvis.
El nom genèric femení «Inezia» commemora Enriqueta Inez Cherrie (1898-1943) filla de l'ornitòleg nord-americà autor del gènere George Kruck Cherrie.
Segons la Classificació del Congrés Ornitològic Internacional (versió14.2, 2024) aquest gènere està format per 4 espècies:
- Inezia tenuirostris - tiranet becfí.
- Inezia inornata - tiranet senzill.
- Inezia subflava - tiranet amazònic.
- Inezia caudata - tiranet cuallarg.